# Bataille de Meran
Rébellion du Tyrol
Batailles
- Axams
- Sterzing
- Innsbrück
- Kufstein
- Volano
- Lofer
- Waidring
- Wörgl
- Strass im Zillertal
- 1re Bergisel
- 2e Bergisel
- Franzensfeste
- Pontlatzer Brücke
- 3e Bergisel
- Unken
- Lueg
- Hallein
- Melleck
- 4e Bergisel
- Pustertal
- Meran
- Sankt Leonhard in Passeier

La bataille de Meran se déroule le 16 novembre 1809 lors de la rébellion du Tyrol. Elle s'achève par la victoire des insurgés qui s'emparent de la ville de Meran.

## Déroulement
Le 16 novembre, 4 000 insurgés tyroliens menés par Joachim Haspinger assaillent la ville de Meran, défendue par un même nombre de soldats italiens commandés par le général français Jean-Baptiste Rusca. Les Tyroliens résistent aux contre-attaques italiennes, et finalement Rusca, manquant de munitions, ordonne la retraite et se replie sur Bozen. Les pertes italiennes sont de 295 hommes tués, blessés ou faits prisonniers.